# Кентвуд (Мичиген)
Кентвуд (Мичиген) (енгл. Kentwood) град је у америчкој савезној држави Мичиген. По попису становништва из 2010. у њему је живело 48.707 становника.

## Демографија
Према попису становништва из 2010. у граду је живело 48.707 становника, што је 3.452 (7,6%) становника више него 2000. године.
| Група             | 2000.          | 2010.          |
| Белци             | 35.740 (79,0%) | 32.315 (66,3%) |
| Афроамериканци    | 4.115 (9,1%)   | 7.516 (15,4%)  |
| Азијати           | 2.550 (5,6%)   | 3.227 (6,6%)   |
| Хиспаноамериканци | 1.757 (3,9%)   | 4.120 (8,5%)   |
| Укупно            | 45.255         | 48.707         |